# Кумыки
Кумы́ки (кум. Къумукъ / Къумукълар) — тюркский народ, один из коренных народов Дагестана, Чечни и Северной Осетии, крупнейший тюркский народ на Северном Кавказе. Говорят на кумыкском языке.
Общая численность кумыков в мире составляет около 600 тыс. человек. По данным 2021 года они были: третьим по численности народом в Республике Дагестан, вторым по численности национальным меньшинством в Чеченской Республике (после русских) и четвёртым по численности этносом (третьим по численности национальным меньшинством) в Республике Северная Осетия (после осетин, русских и ингушей).
Территория расселения и исторических государственных образований кумыков именуются Кумыкией (кум. Къумукъ).

## Этноним
Происхождение этнонима «кумык» (къумукъ) остаётся не до конца ясным. Большинство исследователей (Бакиханов, С. А. Токарев, А. И. Тамай, С. Ш. Гаджиева и др.) производили название от половецкого этнонима «кимаки» или от другого названия кыпчаков — «куман». Согласно П. К. Услару, в XIX в. на Северном Кавказе терминами казикумык или казикумых именовали исключительно равнинах жителей кумыков, у которых русские заимствовали данные термины и стали называть жителей Кумуха. Похожего мнения был турецкий исследователь Б. Омер Боюка, который считал, что термины «Кумук» или «Казикумук», имеют кумыкское происхождения, связывая этот этноним с куманами (кыпчаки), которые, по мнению Омер Боюки «гомологичны» с кумыками. Топонимы на «Кумук», «Куман», «Кумаген», по мнению автора, также распространены и в Анатолии (современная Турция). Б. А. Алборов выводил этноним «кумык» из тюркского слова «кум» (песок, песчаная пустыня). В свою очередь Я. А. Фёдоров, основываясь на письменных источниках VIII—XIX вв., писал, что этноним «гумик — кумык — кумух» является коренным дагестанским топонимом, связанным с эпохой Средневековья.
По данным тюрколога К. М. Алиева, в начале XV в. в форме «Комук», близкой к современному самоназванию этноса этноним кумыков впервые появляется и в османских (турецких) источниках, а с XVI в. кумыки упоминаются в них регулярно, в частности кумыкский шамхал именуется «Комук ве Кайтак хакими», кроме того, в этих источниках становятся известными и их субэтнонимы: бойнак, борган, тюмен, кайтаг, казы-кайтаки/ак кайтаки (белые кайтаки).
Во второй половине XI в. кумыки и их этноним упоминается в сельджукских источниках, а также у тюркского филолога XI века — Махмуда Кашгарского, изучавшего тюркские языки и создавший сборник-справочник тюркских языков, сравнимо с тюркской энциклопедией. В своей работе «Divânu Lügati›t-Türk» он сообщает, что «кумук» — это название тюркского племени, и что это же имя носит и их князь, с которым он лично имел возможность пообщаться.
Итальянский путешественник XIII века Плано Карпини в перечне покорённых монголами народы упомянул кумыков как «Комуки».

В дореволюционных источниках относительно этнонима кумыков приводится следующая информация: 
По низовью Терека живет  с незапамятных дней народ Татарского поколения, называемый Кумыками, Кази-Кумыками, Кумыхами.
В другом дореволюционном источнике «кумыки» и «казыкумыки» упоминаются «ветвью одного тюркского народа». О похожем писал Семён Михайлович Броневский с разницей в одном тезисе. По нему кумыки и казикумыки, одной сути «старожилые татары», поселившиеся на Кавказе до времён Темирлана.
В статье «Несколько слов о Кумуках», выпущенная в газете «Кавказ» в 1852 году, кумыки упомянуты автором как «Кумуки», а земля кумыков как «Кумукская плоскость». По мнению автора, кумуки (кумыки) получили своё название из-за наличия на Кумыкской плоскости (в тексте Кумукская плоскость) песчаного грунта, которое по-татарски (кумыкски) называется кумлукъ. В силу переустановок слов, получилось «кулмукъ», так по мнению автора упоминали кумыков арабы. Автор разграничивает «кумуков» (кумыков) от «кази-кумуков» (лакцев), где первые тюркского происхождения, а вторые — «лезгинского».
В европейских источниках на рубеже первой половины XIX века кумыки упоминаются как «Кумуки» и «Кумыки», являющиеся тюрками и получившие себе название от города Кумук, располагавшегося на реке Койсу (Сулак), на северо-западе Кавказа. Правителями кумыков, по данным источника, являлись князья, чей титул носил название «шамхал», а также «Тарку». В заключении к этому материалу указывается, что Гази-Кумыки или Кази-Кумуки являются ответвлением этого народа.
Французский географ Конрад Мальт-Брюн в своей книге под названием «Universal geography, or a description of all parts of the world» в 1824 году упоминал кумыков «кумуками». Описывая место их проживания он дополнял, что страна кумуков простирается от берегов Терека до берегов Койсу. Она включает в себя города и Аграханский полуостров, а самые крупные города Эндирей и Тарки.
Во французской энциклопедии «Encyclopédie moderne», изданной в 1826 году, кумыки упоминаются «кумуками», родиной для которых является нижний (равнинный) Дагестан, а также то, что они тюркского происхождения, как и кайтаки. В другом французском источнике кумыки также указаны как кумуки, тогда как лакцы — lak.
Английский профессор Л. Р. Гордон в своей книге «The native races of the Russian empire», выпущенной в 1854 году, в разделе «Тюрки Кавказа», также называл кумыков «кумуками», живущими к югу от устьев Терека и вдоль берега Каспия. В 1920 году в англоязычной книге под названием «A manual on the Turanians and Pan-Turanianism, в которой подробно описываются тюркские народы и идеи „туранизма“ и „пантуранизма“, кумыки в ней указаны как „кумуки“.
Существует гипотеза, что этноним „кумук“ упоминается на равнине со времен арабо-хазарских войн. Арабские авторы писали о том, что «Гумик живёт в мире с царством Алан», другие — что «из страны Гумик мы вступаем в землю алан». Это позволило Д’Оссону, Генриху Юлю, Борису Калоеву и др. сделать вывод о том, что Гумик соответствует равнинным землям кумыков. Как отмечают сторонники этой версии, мир и граница с аланами не были актуальными для отдаленной от алан горной территории.
Автор конца XIX века А. В. Старчевский в составленном им словаре приводил кумыкское название кумыков арияк; Н. Я. Марр в свою очередь упоминал в качестве самоназвания кумыков этноним тузли(лер) [тюзлюлер — равнинные], а по свидетельству П. К. Услара в кумыкском языке северные кумыки обозначались словом „мичихич“ [мычыгъыш] от названия пограничной с Чечнёй р. Мичик.
Доктор исторических наук и профессор Ашраф Ахмедов, комментируя и переводя текст писаря Темирлана Шараф ад-дин Язди со староузбекского, пишет, что Кази-Кумук (в период упоминания писаря Темирлана) был заселён тюрками кумыками, для которых это было местом их жительства.
Здесь под Казы Кумуком имеется ввиду горная местность Дагестана, населённая тюрками Кумыками, исповедовавшими Ислам. Шавкал тоже не является конкретной личностью, а лишь титулом старшего из кумыков.
Мамакту и Казы Кумук – места жительства кумыков на севере Дагестана.
.
Южных кумыков, населявших так же равнинную часть Кайтагского уцмийства именовали „кайтагами“. Сами себя южные кумыки называли хайдакъ къумукълар, то есть „кайтагские кумыки“. Диалект южных кумыков именуется „кайтагским“ диалектом кумыкского языка.
В русских, европейских и персидских источниках кумыки также были известны под именем „дагестанских татар“, „кумуков“, „кавказских татар“, „терских татар“.
Термин черкас в том числе применялся и к кумыкам, равно как и к кумыкским шамхалам (Черкес-хан)
Лавров Л. И. писал о следующем: «Хосров-хан Шемаханский… упоминает „барагунские улусы черкас ондреевских“, то есть эндерийских». Лавров указывает, что, например, кумыкские князья Таймазовы в 1788 «очевидно, ошибочно названы были кабардинскими», и приводит в пример сведения «1761 и 1765 гг., подобно сочинениям И. А. Гильденштедта и Я. Потоцкого», в которых «называют боргунцев кумыками».

Причина именования как минимум северных (засулакских) кумыков черкасами (черкесами), согласно сведениям Броневского 1823 года, приводимых и Девлет-Мирзой Шайхалиевым в 1848 году, объясняется географической природой термина «Черкесская область»:
...это Брагунское владение «причислено Черкесским областям по естественному начертанию живых урочищ, хотя брагунские жители, будучи татарского происхождения, принадлежат собственно отделению кумык».
Другие народности Дагестана именовали кумыков жителями равнины.
Горцы Дагестана называли кумыков следующими названиями: лакцы — гъумук, аварцы — лъарагӀал и лъагӀидо, даргинцы — джандар и къумухълан, цахуры — гумухбы, ахвахцы — лъагӀилъи. Чеченцы называют кумыков гӀумки, а ингуши — гӀумке. Аварцы также называли кумыков тралялал, даргинцы — диркаланти, лакцы — арниллса. Все эти названия обозначали жителей равнин или степей.

## Численность и расселение

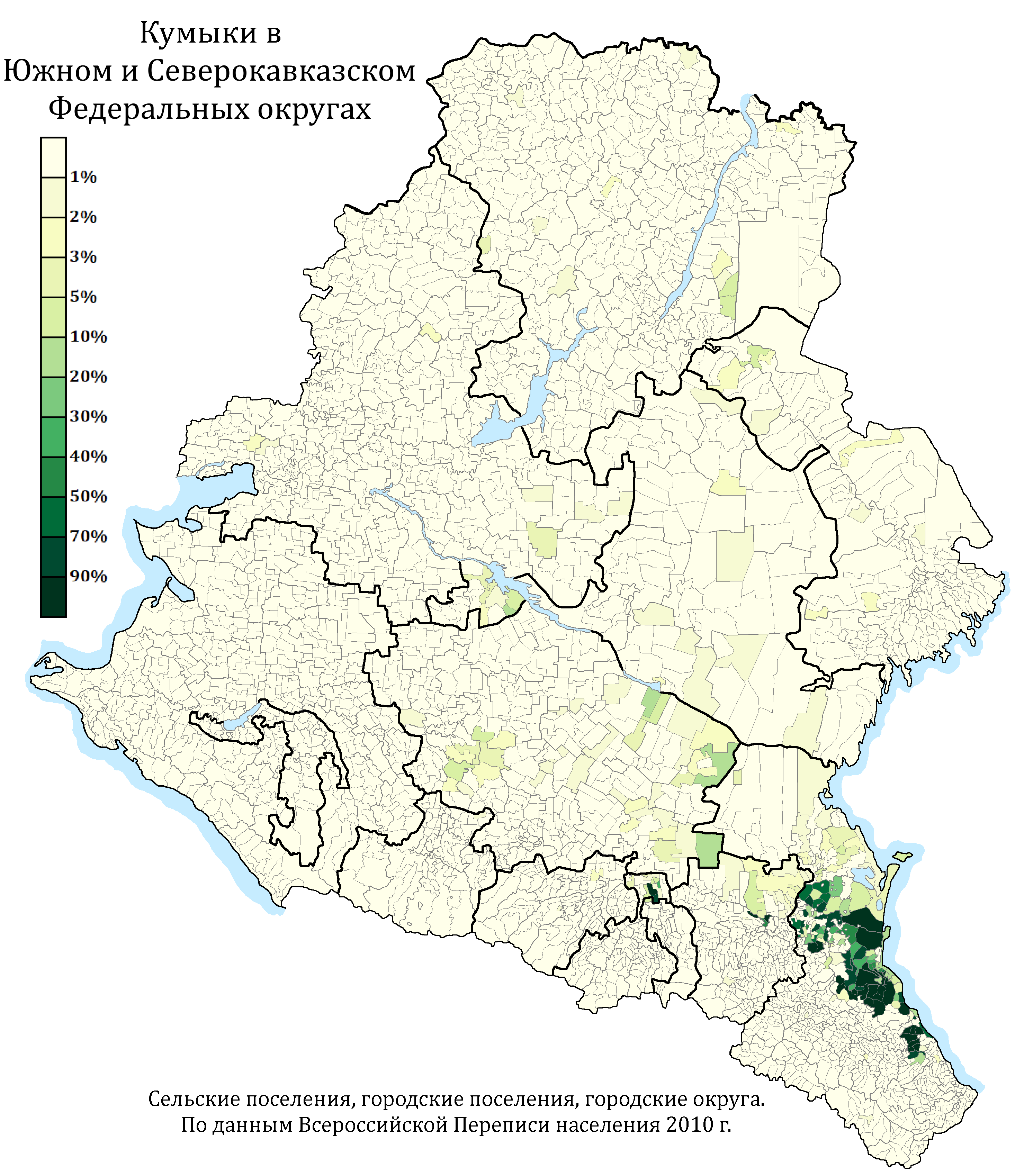
Расселение кумыков в ЮФО и СКФО по городским и сельским поселениям в %, перепись 2010 г.

Кумыки — крупнейший  тюркский народ Северного Кавказа, второй по численности тюркский народ на всём Кавказе (после азербайджанцев), третий по численности народ в Дагестане (после аварцев и даргинцев), третий — в Чечне (после чеченцев и русских) и четвёртый по численности народ в Северной Осетии (после осетин, русских и ингушей).

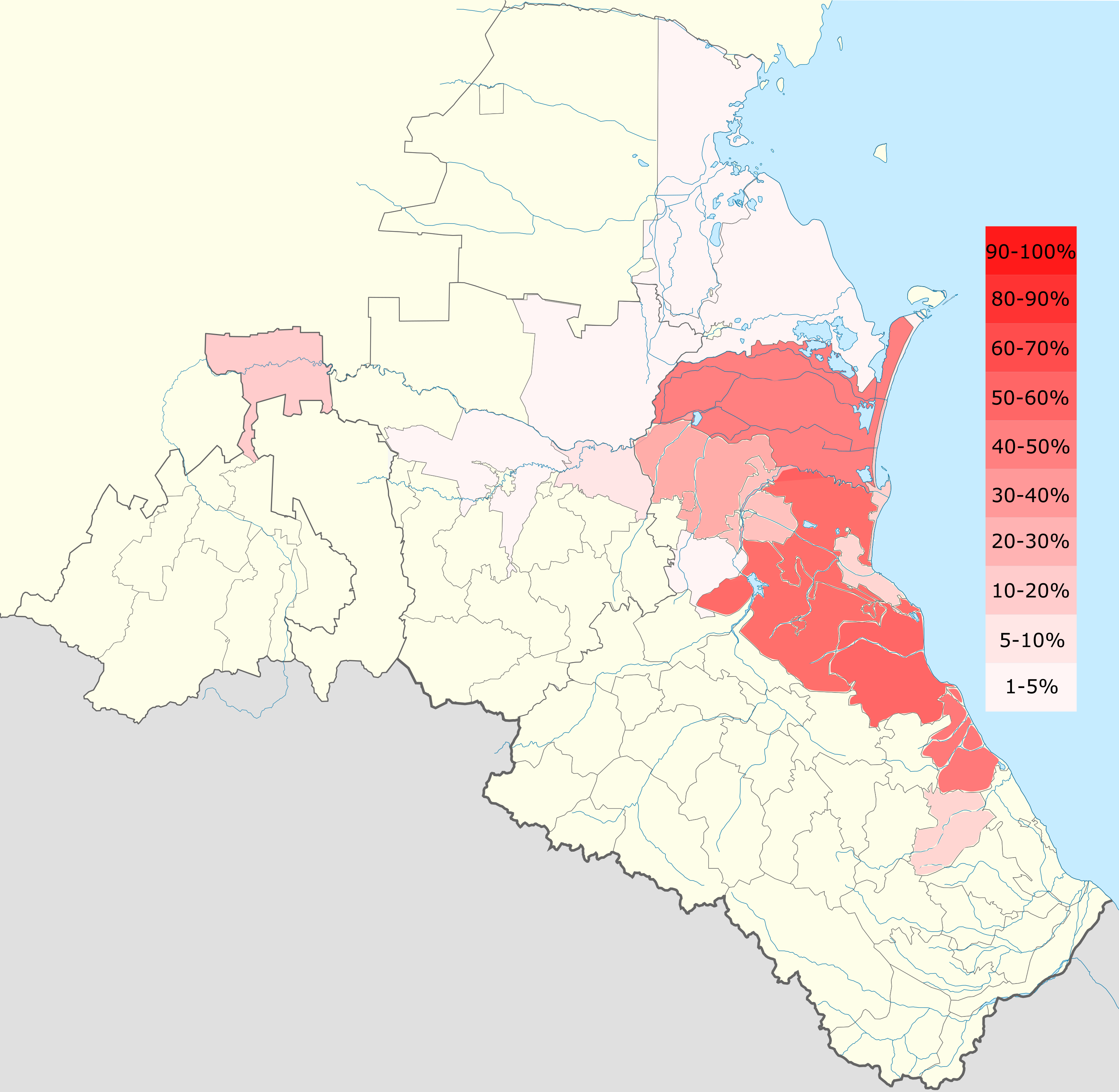
Доля кумыкского населения в районах традиционного проживания на Кавказе по переписи 2010 года.

Территория их традиционного расселения именуется Кумыкией или Кумыкской плоскостью, включающей ныне современные города Махачкала, Хасавюрт, Кизилюрт, Буйнакск, Каспийск, Избербаш и предгорные районы Республики Дагестан. На востоке она омывается Каспийским морем, вплоть до реки Уллучай на юге; включает районы вдоль реки Терек Республики Северная Осетия, Чеченской и Кабардино-Балкарской Республик, а также вдоль Терского хребта.

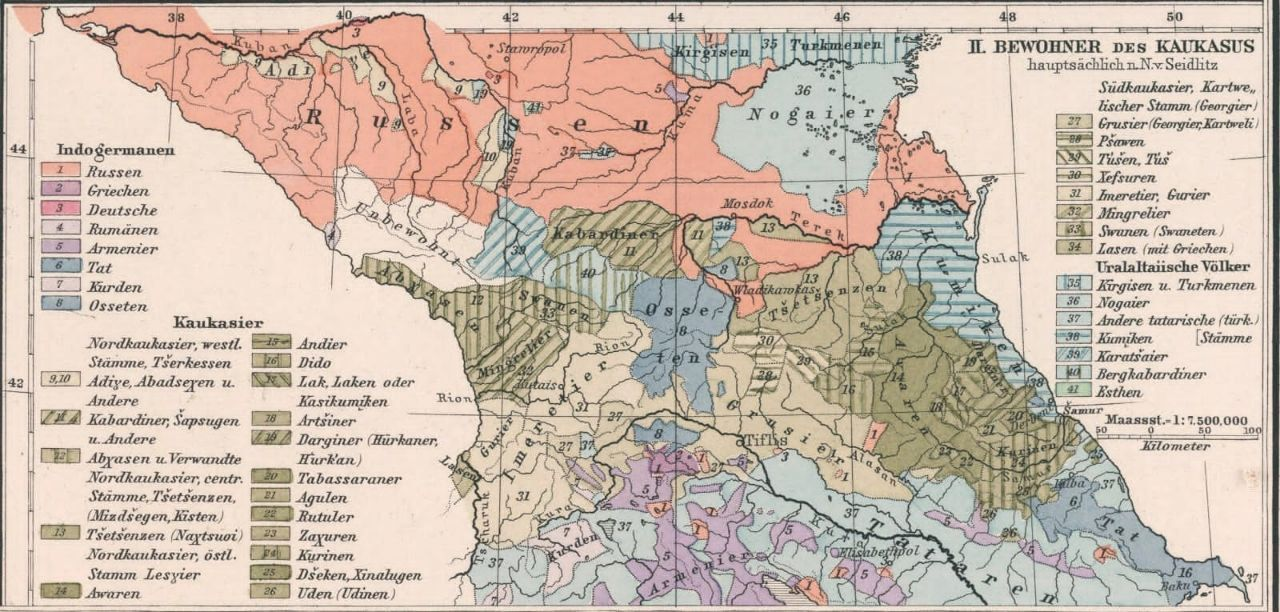
Этнографическая карта Европы 1880 года. Dr. G. Gerland, Кавказ. Кумыки под номером 38

### Численность кумыков по субъектам РФ
Согласно переписи 2020 года в России проживало 565,8 тысяч кумыков, из них в Дагестане — 496,5 тыс. человек.
| Субъект РФ                                                  | 2002        | 2010        | 2021        |
| Субъект РФ                                                  | Численность | Численность | Численность |
| ----------------------------------------------------------- | ----------- | ----------- | ----------- |
| Дагестан                                                    | 365 804     | 431 736     | 496 455     |
| Тюменская область                                           | 12 343      | 18 668      | 18 834      |
| в том числе Ханты-Мансийский автономный округ               | 9 554       | 13 849      | 13 669      |
| в том числе Ямало-Ненецкий автономный округ                 | 2 613       | 4 466       | 4 838       |
| Северная Осетия                                             | 12 659      | 16 092      | 18 054      |
| Чечня                                                       | 8 883       | 12 221      | 12 181      |
| Ставропольский край                                         | 5 744       | 5 639       | 5 213       |
| Московская область                                          | 818         | 1 622       | 1 704       |
| Москва                                                      | 1 615       | 2 351       | 1 576       |
| Санкт-Петербург                                             | 499         | 947         | 1 340       |
| Астраханская область                                        | 1 356       | 1 558       | 1 240       |
| Ростовская область                                          | 1 341       | 1 511       | 1 100       |
| показаны субъекты c численностью кумыков более 1000 человек |             |             |             |

### Численность кумыков в Турции
Сегодня в Турции не проводится официального на государственном уровне учёта национальностей. По независимому исследованию 1994—1996 года в Турции было 21 селение, в которых проживали кумыки.

## Этногенез

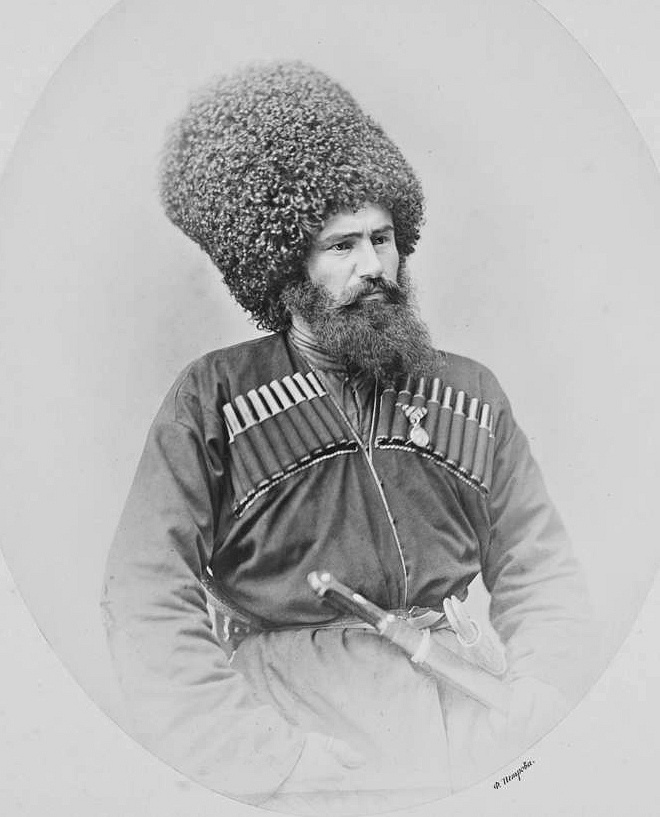
Абдуль-Ваххаб сын Мустафы Казанищенского, кумыкский архитектор XIX века.

Среди учёных нет единства насчёт происхождения кумыков. Константин Фёдорович Смирнов считал население Кумыкской равнины VIII—X веков ближайшим предком нынешних обитателей страны — кумыков. Связывая происхождение кумыков с кыпчаками, С. М. Броневский полагал, что кумыки появились в Дагестане в XII—XIII веках вместе с кыпчаками. Согласно же И. Клапроту, кумыки появились в Дагестане одновременно с хазарами и после них здесь остались, а А. Вембери, в свою очередь, допускает проникновение кумыков в Дагестан одновременно с хазарами, где они встретили более древнее население и слились с ним. О дополовецкой истории кумыков свидетельствует и кумыкский фольклор. В нём сохранились пословицы и поговорки, уходящие корнями во времена существования Хазарского Каганата.

В дореволюционных источниках относительно этногенеза кумыков приводятся слова самих кумыков:
Кумыки называют себя детьми Золотой Орды
Польский учёный-археолог и путешественник XIX века Ян Потоцкий, описывая кумыков и кумыкский язык писал, что народ, говорящий на нём представляет собой остаток великой куманской нации, к которой принадлежали половцы по Нестеру. В дополнении Потоцкий пишет, что кумыки сохранили костюмы, которыми пользовались древние скифы.
В советское время возникла версия о кумыках, как об отюреченных горских народах (В. Бартольд, С. Гаджиева, Г. Фёдоров-Гусейнов)..
В свою очередь советский этнограф С. А. Токарев не разделял новой теории об отюречивании, связывая происхождение кумыков с народом «кам» или «камак», упомянутым у Плиния как жители Северного Дагестана ещё в 1 веке н. э. По мнению Токарева, кумыки начали складываться как народность в эпоху существования Царство гуннов в Дагестане.
Этнограф-кавказовед Леонид Лавров также не поддерживал версию об «отуреченности» кумыков и подверг её сомнению.
Подверг к критике данную версию и турецкий профессор Çetin Pekacar (Четин Печакар). Профессор Четин Пачакар считает, что если рассматривать кумыков с точки зрения языка, литературы, религии, образа жизни, обычаев и других культурных элементов, а также в свете исторических данных, то становится ясно, что они (кумыки) являются настоящей тюркской нацией.
Русский востоковед Владимир Минорский писал о хазарском происхождении кумыков, ассимилированными кипчакским элементом.
Норвежский учёный Нансен Фритьоф также считал кумыков потомками Хазар.
В армянских источниках имеются сведения, зафиксированные Н. А. Баскаковым, о том, что барсилы, берсилы или баслы — средневековой этнос (племенное образование), родственный хазарам и булгарам, либо тесно связанный с ними, участвовали в этногенезе кумыков. Позднее часть барсил (булгар) ушла в Среднее Поволжье.
Профессор и тюрколог Д. М. Хангишиев считал, что кумыки сформировались на современной их территории расселения в результате объединения различных тюркских племён. Само же формирования кумыков как отдельного тюркского этноса, по мнению, тюрколога Д. М. Хангишиева происходило в 8-10 веках на территории Хазарского Каганата.
В этногенезе кумыков приняли участие различные тюркские племена Северного Кавказа. Российский лингвист Н. А. Баскаков писал:

Караимы, кумыки, карачаевцы и балкарцы, этнической основой которых был кыпчакско-огузско-булгарский конгломерат родов и племен.
Известный современный востоковед А. К. Аликберов считает кумыков потомками гунно-савир.
Русский учёный исследователь, доктор исторических наук П. Ф. Свидерский считал кумыков «древними скифами», отмечая потомственную особенность в кумыках от скифов особую дерзость: 

 «В тяжелой эпохе кавказских войн русские нередко встречали в рядах диких и упорных врагов своих — древних скифов — кумыков….кумыки играли видную роль и отличились чисто скифской дерзостью, так что русским войскам, разбившим все полчища мятежников пришлось три раза вступать в кумыкский аул Башлы».
В XV веке при распаде Золотой Орды на среднем правобережье реки Терек образовался его осколок — Тюменское ханство, которое в основном было населено тюркоязычными родами тюмен, брагун, асов и дополовецкими тюрками, перемещёнными на правобережье реки Терек из области Бораган-Маджары, занимавшие в VII веке северокавказские степи. В армянских источниках приводятся названия 13 гунно-булгарских тюркских народов, занимавших территории и имевших города в рассматриваемом регионе — гюен, тюмен, чагар, сала, бюрчебий, дёгер, жандар, бораган, оксунгур, торк и другие. В область расселения данных тюркских племён входили Татартуп (Верхний Джулат) и Нижний Джулат, память о которых также сохранилась в фольклоре карачаевцев и балкарцев.
Плано Карпини в XIII веке также упоминает покорённые монголами племена Хазарии под именами: «комуки», «тарки», «ассы» и «чиркасы». Под «комуками» подразумеваются у Карпини собственно сами кумыки.
Мнение о том, что кумыки являются древнейшими обитателями Кумыкской равнины, Притеречья и Дагестана также поддерживается и более поздними исследователями: К. Кадыраджиевым, Ю. Кульчик и К. Джабраиловым, А. Кандуаровым, Б. Атаевым, М.-Р. Ибрагимовым.
Согласно краниологическим данным, по строению черепа из жителей Дагестана наиболее близки к черепам гуннского времени аборигенные жители равнины, и, прежде всего, кумыки. Это подтверждает предположение о том, что, вероятно, кумыки — прямые потомки населения царства гуннов.
Заключительные этапы этногенеза кумыков растянулись на XII—XVII века..
Стоит так же отметить о тюркских народах, которые были подвержены ассимиляций уже со стороны кумыков. Некоторые из тюркских народов, ассимилировавшихся в кумыкскую народность, были тюмены из Тюменского ханства (Кавказская Тюмень), возникшего в XV веке как осколок распавшейся Золотой Орды, являвшаяся вассалом кумыкского государства Тарковского шамхальства; те из Боте Боганов, Сопле и докуманских тюрков, которые населяли Ботераганско-Маджарский регион в 7-м веке, который охватывал обширные равнины Северного Кавказа.
И. Дебу в 1829 году утверждал, что у северокавказских народов «кроме чеченцев и кумыков, никто не составляет настоящей нации».
Британский историк XIX века сир Генри Хоуорт упоминал кумыков, как самых могущественных их племён Дагестана.

## История
На территории расселения кумыкского народа существовали несколько государств, из которых наиболее известными были Царство гуннов, Джидан, Тарковское Шамхальство (в российских источниках часто называется шевкальством). Другими значимыми государственными образованиями кумыков, имевшими важное геополитическое значение, в том числе и во взаимоотношениях с Россией, были Эндиреевское княжество (вотчина Солтан-Махмуда Эндирейского), Утамышский солтанат, Тюменское владение (Шевкальская Тюмень), Брагунское княжество, Мехтулинское ханство, Буйнакский бийлик и другие.
И. И. Пантюхов писал:
«Кумыки с давних времён пользовались большим авторитетом среди горцев, и кумыкские каганы и шамхалы обыкновенно стояли во главе всех воинственных походов восточных горцев на Закавказский край. Находясь во время своих близких и отдаленных походов в частых сношениях с Азией, и сливаясь на севере со славянскими и с туранскими племенами, предки кумыков — хазары, со входившими в состав их различными элементами Кавказа, естественно, были проводниками культуры из Азии в Европу и обратно».

### Шамхальство
Крупнейшим кумыкским государством было Шамхальство (Шаухальство), известное с XVI века как Тарковское. Точное время формирования Шаухальства не известно: некоторые источники указывают арабское влияние в VIII веке, согласно другим источникам, шаухалиды были ордынского происхождения. Некоторые источники указывают также на возможную смену династий шаухалов.
Историк Низамеддин Шами называл шаухалов союзниками Золотой Орды. В 1396 году после победы над Тохтамышем, против шаухала предпринял поход Тамерлан. Историк Шарафаддин Иезди сообщал: «Упорное сопротивление преодолено, крепости взяты, жители перебиты, из убитых устроен холм, убит сам шамхал». Тамерлан позднее способствовал восстановлению шамхальской власти в Дагестане. Согласно одному османскому источнику, после поражения сына Тимура Миран-Шаха от Кара-Коюнлу, кумыки получили свою независимость и избрали себе шамхала из рода Чингисхана.
Однако государство не избежало частичного распада к концу XVI века, когда оно разделилось на несколько полу-автономных (к примеру, Мехтулинское, Эрпелинское и т. п.) или независимых (к примеру, Аксайское) княжеств. В XVI—XVII веках происходит рост присутствия Шаухальства на международной арене. Границы вассальных владений шамхалов в одно время простирались до Кабарды. Шаухал носил титул Вали Дагестанского, а некоторое время и хана дербентского.
Выгодное стратегическое положение кумыкских земель, как одного из путей из Европы в Азию, стало причиной борьбы за влияние в регионе трёх соседних империй, между которыми кумыкские правители зачастую вели политику лавирования.

### Экспансия Русского государства, Персии
В 1560-х годах начинаются многочисленные походы русских войск против Шаухальства, вызванные просьбами грузинского царя и кабардинских князей. Воевода Черемисинов захватил и разграбил столицу Тарки в 1560 году. Тюменское ханство в союзе с Шаухальством отчаянно сопротивляется завоеванию, но в 1588 году на месте столицы ханства была основана русская крепость Терки. Тюменский правитель Солтаней бежал к эндиреевскому правителю.
В 1594 году состоялся Поход Хворостинина в Дагестан, в ходе которого русские войска, терские казаки и ококи взяли Тарки, однако были блокированы там кумыками и вынуждены были начать отступление к Теркам, превратившееся в бегство.

В 1604—1605 годах был снаряжён Поход Бутурлина в Дагестан, известный как «Шевкальский поход». Серия походов не увенчалась успехом и в результате поражения русских войск на Караманском поле против объединённых кумыками сил Дагестана под предводительством представителя шаухальского дома Солтан-Мухмуда. По словам Карамзина, экспансия русского государства в восточной части Северного Кавказа, была остановлена на 118 лет, хотя попытки закрепиться на Кавказе продолжались.

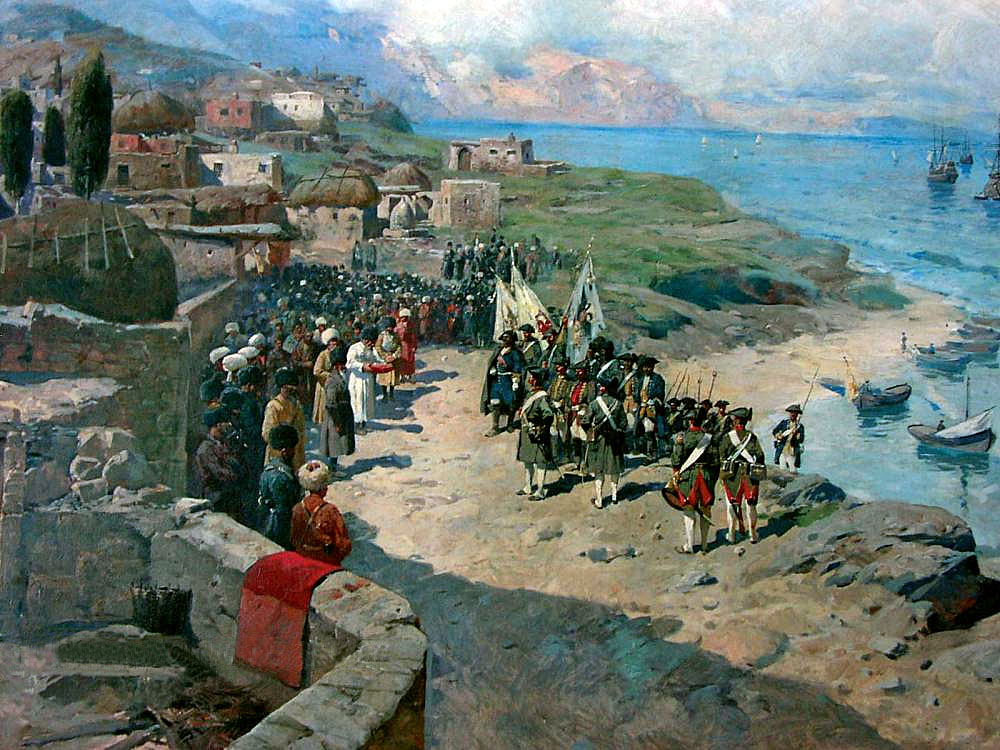
Вступления Петра I в Тарки 12 августа 1722, Франц Рубо, 1893

В 1649 или 1650 году в Шаухальство откочевал Чебан-мурза с ногайцами. Русское правительство отправило в Шаухальство войско из 8000 человек, которое вместе с вассалами России должно было принудить к возвращению ногайцев, однако шаухал Сурхай III напал на русскую рать и разгромил её в Герменчикской битве.

В 1651 и 1653 годах кумыки совместно с иранскими войсками разрушают русский Сунженский острог. Между этим, однако, в 1646 году шах Аббас II предпринял первую попытку построить крепость в кумыкских землях, что вызвало негодование кумыкского шамхала Сурхая III и его твёрдый отказ:
В Уцмееве дереву городу отнюдь быти не уметь искони де до того не бывало, чтоб в Кумыцкой земле шаху городы ставить
Вместе с кайтагским уцмием Рустемом Сурхай выступает в 1658 году против иранцев, но терпит поражение. Тем не менее, персы понесли большие потери и от строительства крепостей в Кумыкии пришлось отказаться.
Согласно царским донесениям Петру I от 1714 года, персы выплачивали кумыкским князьям и шамхалу «жалование… подобно дани».

### Союзники
Шаухал Чопан принял подданство Османской империи и участвовал в Турецко-Персидской войне 1578—1590-х годов на стороне оттоманов.
Дагестан, Тюменское и Тарковское владения были союзниками и пристанищем для представителей дома крымских ханов. Согласно «Хронике Герей-Хана» в XV веке в Дагестан бежал один из проигравших претендентов на крымский престол, Герей-хан. в 1536 году в Кумыкии скрывался Ислам-герей, соперник Сахиб-Герея в борьбе за престол. В 1580-х годах к шамхалу бежал Мурад-Герей, женившийся на дочери первого. В первой трети XVII века в кумыки пошёл Шагин-Герей. Мухаммад-Герей IV после второго смещения с престола был удельным правителем в Тарковском Шамхальстве, и даже переименовал селение Пирбай Кумыкии в Бахчисарай. В середине XVI века в письме Ивану Грозному крымский хан писал о союзе с кумыками.
В 1591 году хан Кази-Герей объяснял свой московский поход местью за экспансию Московии во владения Тюменские и Шевкальские. Во время второго похода в Крым Голицына на помощь Селим-Герею с Кавказа прибыло 50 тысяч кумыков, черкесов и ногайских яман-садаков.
Кумыки несли службу в крымских гарнизонах. В крепости Шад-Кермен на слиянии рек Джинджик и Кубань, по свидетельству Эвлия Челеби, служили «100 кумыкских джигитов», благодаря которым «все кабардинский беки» приняли ислам.

### Битвы с Петром I
В 1722—1723 российский император Пётр I снарядил Персидский поход. Одной из целей было закрепиться в шаухальских прикаспийских владениях. Эндиреевское владение первым выступило против русской армии. Несмотря на поражение, кумыки нанесли противнику сильные потери, шокировавшие императора. Феодальное владение Утамышский султанат также оказало ожесточённое сопротивление Петру I в битве на реке Инчхе. Пётр I отмечал, что «если б этот народ имел понятие о военном искусстве, тогда бы ни одна нация не могла бы взяться за оружие с ними».
Тарковское шамхальство поначалу придерживалось пророссийской позиции, однако после строительства русской крепости выступило против России. Кумыкским шамхалам уже не удавалось объединить соседей как в 1605 году, и они оставались одинокими в борьбе против нараставших русских сил.
В результате частых походов России от обширного государства остались лишь небольшие владения, формальное присоединение к России которых было закреплено Гюлистанским миром в 1813.

### Кавказская война
Русский генерал Григорий Филипсон, отличившийся во время Кавказской войны, писал о кумыках:
О Кавказе и Кавказской войне я имел смутное понятие, хотя профессор Языков на лекциях военной географии проповедывал нам о том и другом; но по его словам выходило как-то, что самое храброе и враждебное нам племя были Кумыки.
Широкое участие приняли кумыки в восстании Шейха Мансура. Кумыкский князь Али-Солтан Чеполов совместно с Мансуром несколько раз нападал на Кизляр. В решающей битве под Татартупом кумыками командовал лично Шейх Мансур. Другими союзниками Мансура был Хасбулат Казанищенский (владетель Бамматулинский) и Казбек Умашев.
В целом, в Шамхальстве и на Кумыкской плоскости было поднято не менее пяти восстаний: Антирусское восстание в Дагестане 1818-1822, в ходе которого были разгромлены засулакские кумыки и Мехтулинское ханство, Шамхальское восстание 1823, Восстание в поддержку Бейбулата Таймиева в 1825 году, Шамхальское восстание 1831 года, Восстание на Кумыкской плоскости 1831 года и Шамхальское восстание 1843 года. Также готовились восстание на Кумыкской плоскости в 1844 году и общее восстание кумыков в 1855 году, не вспыхнувшие из-за невозможности объединения с военными силами Имамата Шамиля. В восстании в Дагестане 1877—1878 гг. участвовало южнокумыкское село Башлы.
По словам Дубровина, «шамхальцы также явились первыми последователями учения Кази-муллы и послужили первым ядром его вооружённой силы».
Несмотря на разорение и уничтожение кумыкских селений со стороны российского государства за попытки сопротивления, Кумыкская равнина подвергалась нападениям с целью наживы или для достижения политических интересов и со стороны соседей. Так, например, чеченский предводитель Авко, в 1830 собрав отряд под предлогом присоединения к войску имама Гази-Мухаммада, в последний момент объявил о настоящем намерении «воспользоваться сбором, чтобы разгромить город Андреев или отбить у кумыков стада», но в том случае отряд разошёлся в разочаровании. Гази-Мухаммад же разорением кумыкских земель пытался вынудить их переселиться в горы и стать частью своего движения.

#### Кумыкские деятели имамата
Кумыкское происхождение возможно имел Имам Дагестана и Чечни Шамиль.
Кумыками являлись: вождь чеченского сопротивления и мудир (старший над наибами) имама Шамиля Ташав-Хаджи; предводители ранних восстаний в Дагестане Султан Ахмед-хан Аварский (аварский хан с 1802 года из рода мехтулинских ханов, организатор восстания в Дагестане 1819—1822 годов); Хасан-хан Мехтулинский (организатор восстания 1819—1822 в Мехтуле); организатор восстаний в Шамхальстве 1824 и 1834 годов, Шамхал Тарковский и наиб имама Гази-Мухаммада Умалат-бек Буйнакский; наиб Имама Гази-Мухаммада Иразибек Казанищенский; доверенное лицо и наиб Шамиля Идрис Эндиреевский; Шангирей Муслимаульский (по прозвищу Лев Равнины), заместитель наиба Ибрахима ал-Гимри, сотник муртазакетов — личной гвардии Шамиля; посол Шамиля Ибрагим Хан Оглу (Кумык Хан Оглу); наиб Шамиля Мухаммад-бек Тарковский; Башир Ашиев Аксайский (один из предводителей восстания ингушей в 1858 году).
Кроме того, кумыки составляли большинство муртазакетов (личной гвардии) имама Шамиля.

### Упразднение Шамхальства и Кумыкского округа
С окончанием Кавказской войны, 30 декабря 1869 Кумыкский округ Терской области (Северная, Засулакская Кумыкия) был упразднён и переименован в Хасавюртовский округ. Чуть ранее, 1 августа 1867 по старому стилю (13 августа по новому) было упразднено Тарковское Шамхальство, что можно считать концом кумыкской государственности.

### Колонизация кумыкских земель
Царское и советское правительство проводили политику заселения кумыкских земель другими народностями с конца XVIII — начала XIX века.
Кумыки населяли и владели такими областями, как Качкалык и Аух, постепенно заселённые чеченцами, Салатавией. Ещё в 1811 году Тормасов предписывал «склонить чеченцев удалиться из гор на плоскость».
Наместник Кавказа Воронцов проводил ту же политику «колонизации» владений кумыков, тоже чеченцами, утверждая, что «кумыки не имеют на них никакого права». Уже в конце 70-х годов вся южная часть Хасавюртовского округа, от Герзель-аула до Эндирея, была заселена чеченцами. С 1870 по 1877 году количество чеченцев в регионе увеличилось с 5912 ауховцев до 14 тысяч чеченцев и продолжило возрастать до 18 128 в 1897 году.
Были утеряны владения кумыков в Терско-Сунженском междуречье, вместе с кумыкским населением сегодня входящие в состав Чечни.
В 1850-х годах кумыкские князья Кумыкского округа Терской области добровольно отказались от половины земель в пользу кумыкского населения, однако документы, подтверждающие соответствующие права, были выданы только князьям и узденам, а остальному населению выданы не были. Местные власти, пользуясь разными предлогами, заселяли на их собственных кумыкских землях пришлых переселенцев. Эта политика пренебрежения правом кумыкского населения была зафиксирована как продолжающаяся и в 1907 году.
Уже в советское время глава Дагестана Даниялов в оправдание отсутствия национальных автономий и переселения соседних народов на кумыкские земли писал:
«Во-первых, это было необходимо сделать по экономическим соображениям. Если бы было решено предоставлять национальную автономию хотя бы основным народам Дагестана (аварцам, даргинцам, кумыкам, лезгинам, лакцам, табасаранцам), то основные богатства Дагестана (пашни, пастбища) отошли бы к кумыкам, ибо они находились на их территории…
Со времени упразднения Кумыкского округа и Шамхальства кумыки не имеют собственной национальной республики и даже мононациональных районов. Начатая в царское время политика заселения кумыкских земель, усиленная в годы СССР, продолжается в сегодняшней Республике Дагестан. На протяжении XX и начала XXI века территория расселения кумыков значительно сократилась, кумыкский этнос оказался меньшинством на коренных землях, населённых теперь аварцами, даргинцами, лакцами и чеченцами.

### Октябрьская революция

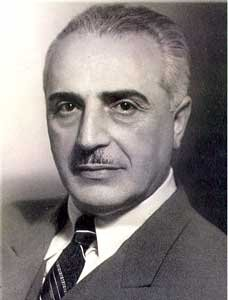
Гайдар Баммат, выдающийся северокавказский политический деятель XX века, писатель и публицист, министр иностранных дел Горской Республики и её лицо на международной арене.

В годы Октябрьской революции кумыкская интеллигенция приняла активное участие в создании Горской Республики. Князь Рашитхан Капланов являлся одним из основателей Горской Республики, одним из главных её идеологов, вторым председателем ЦК, министром внутренних дел; Гайдар Баммат — министром иностранных дел и лицом государства на международной арене; князь Нух Бек Шамхал Тарковский — военным министром; Зубаир Темирханов и Даниял Апашев — председателями Меджлиса в разное время; Даидбеков, Адиль-Гирей Абдул-Кадырович — министром транспорта; Тажуддин Пензулаев — министром юстиции и главным прокурором; Мухиддин Пензулаев — министром связи и телеграфа;Расул-Бек Каитбеков — начальник штаба армии.

### Мухаджирство
В XVIII—XIX вв. происходило как насильственное, так и добровольное переселение (мухаджирство) кумыков в Османскую империю.
Новая волна переселенцев, уже в Турцию, прошла в 1920-х годах с приходом к власти большевиков. Среди переселенцев тех лет — известный дагестанский деятель Аселдерхан Казаналипов (1855—1928), княжна Джахбат Казаналипова (Тарковская), князь Асадуллах Ахмат-хан Уцмиев, князь Рашид Уцмиев (который затем стал главой администрации города Бига, где в честь него названа улица), князь Орхан Тарковский и другие.
Некоторые мухаджиры переселялись также в Сирию и Иорданию, где и сейчас есть несколько десятков кумыкских семей. Например, селение Дейр-Фул в Сирии было основано в 1878—1880-х годах южными кумыками из Утамыша, Башлыкента и Карабудахкента, к которым позднее присоединились кумыки из северной Кумыкии (Костек) и представители других дагестанских народов.
Среди других иммигрантов — известный иракский фотограф Мурад ад-Дагистани (Мурад Аджаматов) и выдающийся пакистанский архитектор Насреддин Муратхан.

### Депортация
В 1944 году кумыки были одним из депортированных дагестанских народов. Выселенными в селения депортированных в Среднюю Азию чеченцев оказались жители селений Тарки, Альбурикент, Кяхулай, Мутай-кутан, Оттемираул, Караман. Депортация кумыков до сегодняшнего дня не признана на официальном уровне.

### Современность
В 1989 году в Дагестане сформировалась общественно-политическая организация Кумыкское Народное Движение «Тенглик» (КНД), взявшая курс на достижение национально-территориальной автономии кумыкского народа. На II съезде КНД, прошедшем в ноябре 1990 года, была принята «Декларация о самоопределении кумыкского народа», поставив идею создания Кумыкской Республики в составе РСФСР. 27 января 1991 года прошёл II съезд кумыкского народа, на котором был избран руководящий орган нации — Милли Маджлис.

### Демография
По данным энциклопедического словаря Брокгауза и Ефрона, издававшегося в конце XIX — начале XX века, в Дагестане в 1893 проживало 32 087 кумыков (Дагестан тогда не включал Засулакскую Кумыкию). По сведениям 1891 года, опубликованным в «Алфавитном списке народов, обитающих в Российской Империи», кумыки проживали на территориях Дагестанской и Терской областей общей численностью 108 800 человек. С 1921 года кумыки в составе Дагестанской АССР. Первая советская перепись 1926 года зафиксировала в СССР 94 549 кумыков. По переписи 1989 года в СССР проживало 281 933 кумыка.
|                                            | 1833  | 1866 | 1886 | 1897 | 1916 | 1926 | 1939  | 1959  | 1989  | 2002  | 2010  |
| ------------------------------------------ | ----- | ---- | ---- | ---- | ---- | ---- | ----- | ----- | ----- | ----- | ----- |
| Терская область / Засулакская Кумыкия      | ~38.8 | ~25  | 28   | 26   | 33   | -    | -     | -     | -     | -     | -     |
| Дагестанская область / Шамхальство, Кайтаг | ~50   | ~53  | 60   | 51   | 65   | -    | -     | -     | -     | -     | -     |
| Всего                                      | ~88.8 | ~78  | 88   | 83   | 98   | 88   | 101.5 | 120.9 | 231.8 | 365.8 | 431.7 |

## Сословия
У кумыков был ряд социальных делений в виде сословий. Высшей кастой сословий у кумыков были шамхалы Тарковские (кум. Шаухал), являвшиеся управляющей династией центрального кумыкского государства Тарковского шамхальства. За ними шли Крым-шамхалы (кум. Къырым шаухал), являвшиеся вторым лицом в государстве и в самом обществе. При этом крым-шамхалы могли взять бразды правления после смерти шамхала в свои руки, став полноправными шамхалами.
Вслед за крым-шамхалами шли князья — кум. Бийи, управлявшие собственными владениями в виде княжеств или ханств. При этом князья у кумыков были в форме вассалитета, подчиняясь кумыкским шамхалам, за исключением князей из Засулакской Кумыкии, которые оспаривали власть у шамхал за первенство территории всей кумыкской земли.
Низшей кастой правления у кумыков были карачи-беки (кум. Къарачи Бий). Таких владений как у князей они не имели, как и власти или финансового составляющего в сравнении с первыми, но управлять самим обществом кумыков в отдельных областях они могли. К ним общество приезжало за советом и решений социальных вопросов.
Так же низшей кастой правления были чанки и чанка-бийи. Первые составляли класс общества, появившиеся вследствие женитьбы одного из высшых кастов с представителем из низшего. В случае если отец из высшего каста, а мать из низшего, таких детей называли «чанка-бийи». Преимущество вторых над первыми заключалось в праве наследства, первые унаследовать наследство не могли.
Вслед за князьями и шамхалами и чанками у кумыков шёл каст узденей (кум. Оьзден) — свободная часть общества. Данный каст у кумыков составлял большинство. Они не имели под собою власти над подземельными, но с ними считались шамхалы и князья. Без их согласия и совета князья и шамхалы не шли в походы и не предпринимали самостоятельных политических решений. У данного каста кумыков имелись подразделения:
1. Сала-Уздени (кум. Сала оьзден) и Уллу-Уздени (кум. Уллу оьзден) или «первостепенные уздени» — высший каст узденей. Общество находившееся в кругу князей и шамхал[258].
2. Вслед за ними шёл каст обычных узденей. Данный каст составлял большинство. В правах с сала-узденями и уллу-узденями имели незначительное отличие. Первые были приближённые князей и финансово богаче[258].
3. Догерек Уздени (кум. Догерек оьзден) — наиболее зависимая каста от князей, в большинстве не могли иметь столь земель как уздени, но права на это имели, как и право на рабов[258].
4. Азат-уздени (кум. Азатлы оьзден) — низшая каста узденей. Являлись бывшими вольноотпущенниками, освободившимися по инициативе самих хозяев. По происшествию времени, общество забывало из какого они каста, становясь обычными узденями. Жили за счёт земель первостепенных узденей (сала-уздени/уллу уздени) или обычных узденей, работая на последних. При этом, данный каст имел проблемы со смешением даже из каста догерек-узденей. Последние зная из какого они каста не выдавали своих детей, по причине являясь более высокого социального статуса и финансового богатства[258].

В делах кровной месте или ряд социальных вопросов, все касты узденей у кумыков имели равные права.

## Антропология и генетика
Антропологически у кумыков представлена в основном кавкасионский и каспийский (у южных кумыков) подтипы европеоидной расы. Сюда же включают азербайджанцев, курдов Закавказья, цахуров, татов-мусульман. Каспийский тип обычно рассматривают как разновидность средиземноморской расы или индо-афганской расы.

### Исследования XX века
Советские антропологи относили кумыков к европеоидной расе и указывали на антропологическое сходство кумыков с другими народами Дагестана, противопоставляя их монголоидным народам. Как отмечает советский и российский учёный-антрополог Валерий Алексеев, каспийский тип, в представителей которого включаются кумыки, в Дагестане практически всегда проявляется в смешанном виде и потому народы центрального Дагестана не могут быть включены в число типичных представителей этой разновидности. Касательно кумыков, он пишет что они «имеют наиболее тёмную пигментацию, что, по всей вероятности, свидетельствует об интенсивном участии каспийского типа в образовании их антропологических особенностей».

### Исследования XXI века
Кандидат биологических наук и старший научный сотрудник международного института Баязит Юнусбаев в своей работе в 2008 году установил, что кумыки по генетическим маркерам не являются пришлым народом на своих землях, но при этом не происходят от тюркизированных дагестанцев.
По данным американскому генетическому исследовательскому центру 2008 года, были выявлены следующие данные по кумыкам, которые опровергают тюркизированную (отюреченную) версию происхождения кумыков, выдвинутую в середине XX века. Эти исследования подтверждают наиболее распространённую версию происхождения кумыков в историографии, по которой кумыки происходят от различных тюркоязычных народов, населявших современный Дагестан:
При этом расстояния FST до турецкого населения равны нулю для обоих анализов. Это согласуется с историческими свидетельствами тюркского происхождения кумыкского населения.
Согласно исследованиям 2023 года, вклад в кумыкский генофонд аварцев, даргинцев и лакцев незначителен и составляет всего 3-4 %, однако связь выявлена с лезгиноязычными народностями, составлявшими население Кавказской Албании: их вклад в кумыкский генофонд составляет 1/5 его часть. Кроме того, лезгиноязычные народы внесли 1/3 вклада в аварский, даргинский и лакский генофонды, поэтому утверждение «кумыки — это отюреченные тавлинцы (аварцы, даргинцы и лакцы)», согласно генетическим данным, не соответствует действительности.
Кумыки вошли в тюрко-иранский кластер, при этом часть из них входит в лезгино-аварский кластер.

## Язык
Кумыки разговаривают на кумыкском языке, принадлежащем к кыпчакско-половецкой подгруппе кыпчакской группы тюркских языков. Тем не менее ядро кумыкского языка сложилось в VII—X вв. в недрах хазарского государства на хазаро-булгарском субстрате и последующего наложения на него огузо-кипчакского субстрата. Учёный исследователь М. А. Агларов считал тюркский язык булгарского типа, распространённый в Царстве гуннов, пракумыкским языком из-за булгарского субстрата в кумыкском языке.
Он являлся лингва франка на значительной территории Северного Кавказа, от Дагестана до Кабарды включительно, вплоть до 1930-х годов.
В Дагестане кумыкский язык был известен, как «кум. бусурман тил», что значит «мусульманский язык», при этом данный лингвноним обозначал только кумыкский язык, в отличие от горских народов Дагестана.
Кумыкский язык является одним из старописьменных литературных языков Дагестана и Северного Каваза. На протяжении XX века письменность кумыкского языка менялась четырежды: традиционная арабская графика видоизменялась в начале 20-х годов, в 1929 году была заменена сначала латинским алфавитом, а затем, в 1938 году, — кириллицей (кириллица также была реформирована на стыке 40—50-х годов).
Наиболее близки к кумыкскому языку карачаево-балкарский, крымскотатарский и караимский языки. Н. А. Баскаков современные караимский, карачаево-балкарский, кумыкский, крымскотатарский и язык мамлюкских кыпчаков включал в одну группу с куманским языком на основе письменного памятника Codex Cumanicus. А. Н. Самойлович также сближал куманский язык с карачаево-балкарским и кумыкским.
Среди кумыков распространены также русский, турецкий и арабский языки среди потомков переселенцев XIX и первой половины XX века.
Среди диалектов кумыкского языка выделяются буйнакский и хасавюртовский (легли в основу литературного кумыкского языка), подгорный, кайтагский, терский (моздокский и брагунский).

### Лингва франка Кавказа
В 1848 году преподаватель «кавказского татарского», то есть кумыкского языка, Тимофей Никитич Макаров написал первую грамматику на русском для одного из северокавказских языков, коим стал международный в регионе кумыкский. Т. Макаров писал:
Из племенъ, говорящихъ Татарскимъ языкомъ, мнѣ болѣе всѣхъ понравились Кумыки, какъ по опредѣленности и точности языка, такъ и по близкости къ европейской цивилизаціи, но главное, я имѣлъ въ виду то, что они живутъ На Лѣвомъ Флангѣ Кавказской Линіи, где у насъ военныя действія и где всѣ племена, кромѣ своего языка, говорятъ и по-Кумыкски.
Лингвист-тюрколог А. Н. Кононов также отмечал, что кумыкский являлся древнейшим из тюркских языков Северного Кавказа и «для Северного Кавказа, равно как и азербайджанский язык для Закавказья, были своеобразными лингва франка».
Польский путешественник XVIII века Ян Потоцкий упоминая кумыкский язык отмечал, что он распространён от Терека до Дербента.
Дерлугьян Георгий так пишет о роли кумыкского языка:
Почти тысячу лет господствовавшие среди народов степи тюркские языки — кумыкский и татарский — служили, подобно суахили в Восточной Африке или французскому среди аристократий Европы, общей lingua franca на многонациональном Северном Кавказе. Когда ввиду геополитических перемен Великая степь Евразии перестала быть пограничьем, на смену тюркским наречиям в качестве языка межнационального общения пришел русский.
Вембери в XIX веке описывал роль кумыкского следующими словами:
Что касается культурных отношений кумыков, как мы по ходу заметили, то многие кавказские народы находятся под их влиянием и присвоили себе кумыкский язык и религиозным делам обучались у кумыков. Кумыкский язык понимают и частично также говорят кабардинские жители гор, Балкара, Безенги, Чегема, Хулама и Урусбия. Также часть чеченцев и лезгин понимает этот язык, и если сегодня русские удивляются, что этот турецкий диалект ещё не потерял своего значения, то сами русские являются здесь новичками, в то время как кумыки, принявшие ислам, уже в раннем средневековье среди языческих жителей играли роль культуртрегеров, мусульманских миссионеров.
Кумыкский являлся официальным языком Северо-Восточного Кавказа в отношениях с администрацией Российской империи. В Дагестане в отношении к исключительно кумыкскому также употребляется лингвоним «мусульманский язык» (бусурман тил).
Так же кумыкский язык являлся одним из трёх официальных языков в государстве Шамиля Имамат.

Кумыкский язык являлся одним из межнациональных и очень распространённых языков на Северном Кавказе:
«...наречие кумыкское,очень распространёное на Северном Кавказе.
 Кумыкский язык («кавказский татарский») с начала XIX века преподавали в гимназиях и училищах Владикавказа, Ставрополя, Моздока, Кизляра, Темир-Хан-Шуры и в других городах.
В советское время роль кумыкского была закреплена 29 июня 1923, когда он был объявлен государственным в ДАССР — в связи с тем, что «большая часть населения коренного Дагестана говорит и понимает тюркско-кумыкский язык… опыт, проделанный по преподаванию тюркского языка в школах Нагорного Дагестана, дал блестящие результаты… было отмечено…, что „тюркско-кумыкский“ язык является единственным языком общения граждан коренного Дагестана».
Л. И. Лавров в своей работе «Этнография Кавказа (по полевым материалам 1924—1978)», описывая посещенное им крупнейшее лакское село Кули, а также степень владение кулинскими мужчинами другими языками, помимо родного лакского, писал, что «среди мужчин этого аула был несколько менее чем русский распространён и кумыкский язык».

### Известные личности, изучавший кумыкский
Польский учёный-археолог и путешественник второй половины XVIII века Ян Потоцкий, побывавший так же на Кавказе упоминал о своём изучении кумыкского языка, который, по его данным распространённый от Терека до Дербента.
Кумыкский язык изучали такие русские классики, бывавшие на Кавказе, как Л. Н. Толстой и М. Ю. Лермонтов.

#### Горская эмиграция
В 1935 году Комитетом независимого Кавказа (состоявшим, в основном, из деятелей Горской Республики) по результатам работы языковой комиссии и съезда в Варшавском институте ориенталистики кумыкский был выбран «общим межплеменным языком для всех северокавказских племён». На рассмотрение были представлены следующие языки: кумыкский, абхазский, адыгейский, аварский, чеченский, осетинский.

#### Сталинское время
24 января 1938 г. Президиум Верховного Совета СССР составил список официальных языков, на которые должны были переводиться все постановления и законы, принятые Верховным Советом СССР. Помимо языков союзных республик, для включения в этот перечень были выбраны и три другие языка: башкирский, татарский и кумыкский.

## Кумыки и кумыкский язык в мировой литературе
Кумыкский язык изучали такие русские классики, бывавшие на Кавказе, как Л. Н. Толстой, по мнению, языковеда В. И. Филоленко и историка К. Алиева так же и М. Ю. Лермонтов. Кумыкский язык упоминается в контексте русской классической литературы мировой значимости: образцы кумыкского языка встречаются в таких произведениях Толстого как «Набег», «Казаки», «Хаджи-Мурат», у Лермонтова — «Герой нашего времени», у Бестужева-Марлинского — «Мулла-нур» и «Аммалат-бек».
Кумыкский военно-политический деятель Пензулаев Таджуддин Махмудович, являлся соавтором нескольких пьес известного писателя и режиссёра Михаила Булгакова
Немецкий поэт Флеминг вместе с посольством герцога Голштинского в 1633 и 1636 годах посвятил городу Тарки несколько стихотворений.

## Религия
Кумыки одними из первых приняли ислам на Кавказе в VIII—XII вв. после завоевания Дагестана арабами, начиная с 730-х годов. По другому мнению, кумыки приняли Ислам в период с VIII по IX века. Полное принятие ислама населением Дагестана, однако, относится к периоду влияния сельджуков в Дагестане.
Верующие кумыки исповедуют ислам суннитского толка. Большинство кумыков принадлежат к шафиитскому мазхабу, часть — к ханафитскому.
В феврале 1992 года, пока избранный муфтий кумык Багаутдин Исаев находился в поездке, в Духовном управлении мусульман Республики Дагестан произошёл националистический переворот, в результате которого Багаутдин был «смещён», а совет «алимов» был переформирован из аварского большинства, в результате чего кумыки, даргинцы, ногайцы и лезгины в знак протеста сформировали собственные духовные управления.

## Экономика
Кумыкам присуща оседлая земледельческая культура. Культивируются хлебопашество, садоводство, рисосеяние, рыболовство, виноградарство, скотоводство. На территории кумыков сосредоточено 70 % экономики Дагестана. В конце XIX века Кумыкская плоскость была единственным местом на Северном Кавказе, где имелась сельскохозяйственная ирригация. Из полезных ископаемых имеются залежи нефти, газа, минеральных источников. Имеются рекреационные ресурсы, такие как Каспийское побережье и минеральные источники — сероводородные (Талги), гидро-карбонатно-натриевые (Каякент).

### Традиционные ремесло и занятия

#### Оружейное ремесло
Кумыкия славилась производством оружия. Александр Дюма (отец), 3 месяца путешествовавший в 1858-59 гг. по Кавказу, писал об эндиреевских оружейниках:
Андрей-аул известен оружейными мастерами: они изготовляют кинжалы, клинки которых имеют особое клеймо и славятся по всему Кавказу. Когда ударят лезвием по медной монете, на ней от простого давления образуется столь глубокий нарез, что клинок поднимает с собой и монету.

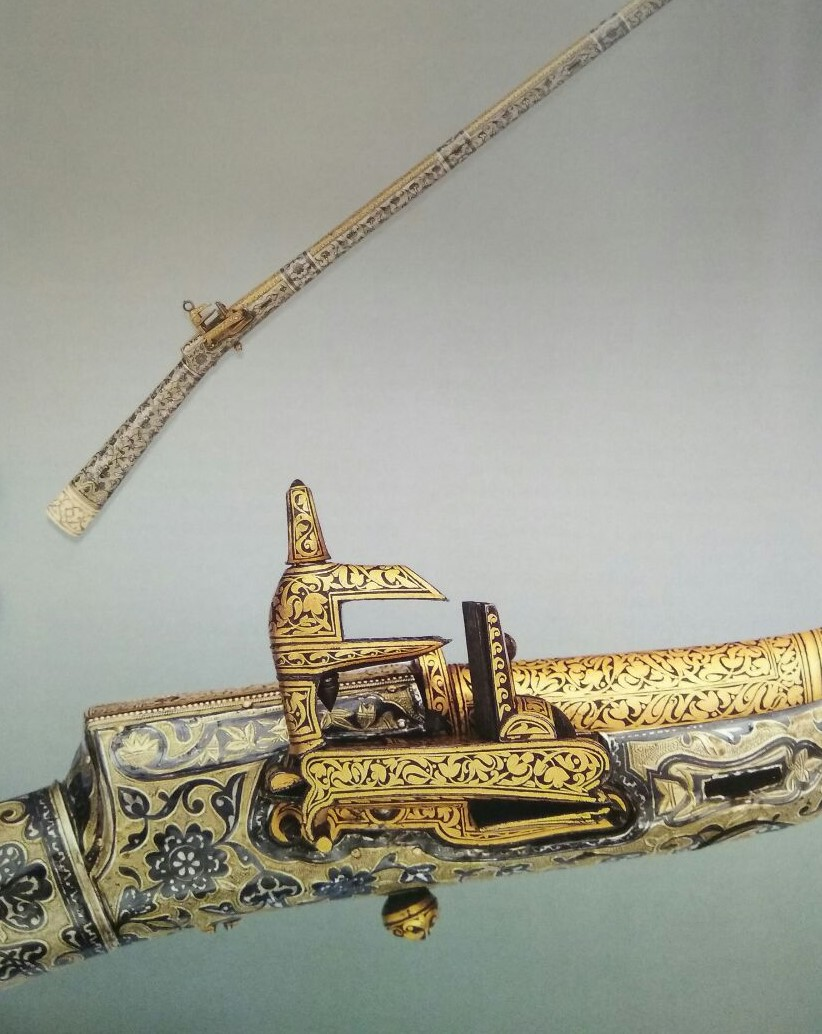
Ружьё шамхала Тарковского, 19 век. Metropolitan Museum of Art, New-York

Работы мастера Базалая из Казанища (в особенности кинжалы) славились далеко за пределами Кавказа. Лермонтов в очерке Кавказец, характеризуя типичного русского офицера в регионе, писал:

«Он легонько маракует по-татарски; у него завелась шашка, настоящая гурда, кинжал — старый базалай…»

По словам участника многих кавказских походов российской армии генерала от кавалерии и военного историка Василия Потто, на Кавказе лучшими произведениями считались шашка гурда и кинжалы старого Базалая Казанышского и его потомков.
Работы мастеров Базалаев были представлены на выставке в Лондоне 1851 года.
Личный оружейник шамхала, гелинец Шахманай, работы которого некоторые считали превосходящими базалай, выставлял образцы своего искусства на Всемирной Парижской Выставке в 1867.
Прославленным изготовителем ружей был Ираджаб Магомед (родился ок. 1810 года), дело его продолжали сын Гаджи Султанмурад (1840 г.р.), внук Зайнавбек и внук Салавдин (1900 года рождения). Одно ружье с арабографической надписью на стволе «Ираджаб» хранится в Эрмитаже.
Среди других кумыкских оружейных центров в XVIII в. можно выделить Казанище (Верхнее Казанище и Нижнее Казанище), Тарки, Аркас, Башлы, Капкайкент и другие. Исследователь Н. Попко писал, что «в Кумыках и Кабардах были лучшие оружейники, седельники, серебряники; казаки водили знакомство с такими людьми, потому что нуждались в их изделиях».
Несколько работ кумыкских оружейников — холодное и огнестрельное оружие — хранятся в Нью-Йоркском музее Metropolitan Museum of Art.
Известно также, что в Шамхальстве производились пушки, порох, кремень, другие виды оружия и военные приспособления. На стенах столицы Тарки в XVII веке стояли пушечные орудия.

#### Сельское хозяйство
Европейский путешественник XVIII в. Иоганн Гильденштедт дал описание быта кумыков того времени:

Все занимаются земледелием и немного скотоводством. Их хлебные растения: пшеница, ячмень, просо, овёс и преимущественно рис, также и хлопчатник возделывают они довольно часто, шёлк же большей частью только для собственных нужд. Рыболовство имеет для них большее значение, чем у других татар, и они облегчают своё пропитание ловлею осетров и других рыб. Среди них живёт много армян, в руках которых находится небольшая торговля припасами, [необходимыми] для жизни, — кумыкскими продуктами и другими нужными [вещами]. Их жилища и сёла, как и остальные много раз описанные кавказские, из лёгкой клетчатой постройки с ивовой плетёнкой.

Особым промыслом являлось выращивание марены, которая росла в изобилии и со второй половины XVIII века поставлялась на фабрики Санкт-Петербурга.
Также жители Кумыкии выращивали хлопок и имели развитое шелководство.
Советский и российский этнограф и кавказовед М-З. О. Османов охарактеризовал хозяйственно-культурный тип кумыков следующим образом:

Кумыки единственный крупный народ Дагестана имевший единый хозяйственн-культурный тип. Этот этнос довольно четко характеризуется в хозяйственно-культурном отношении как тип равнинно-предгорных земледельцев-скотоводов. Действительно, кумыкский этнос не знает другого хозяйственного типа благодаря тому, что он издавна расположен на обширных просторах равнинно предгорной зоны и соответственно выработал в течение многих веков зональной хозяйственной специализации об щий для всей народности ХКТ. На этом примеры совпадения хозяйственно-культурного и этнического образования в Да гестане кончаются. Этот этнос довольно четко характеризуется в хозяйст венно-культурном отношении как тип равнинно-предгорных земледельцев-скотоводов. Действительно, кумыкский этнос не знает другого хозяйственного типа благодаря тому, что он издавна расположен на обширных просторах равнинно предгорной зоны и соответственно выработал в течение многих веков зональной хозяйственной специализации об щий для всей народности ХКТ. На этом примеры совпадения хозяйственно-культурного и этнического образования в Дагестане кончаются.

Особенности мягкого плоскостного и предгорного климата позволяли пасти скот на пастбищах круглый год без необходимости заготавливать большое количество сена, что послужило подспорьем высокому развитию коневодства, животноводства и овцеводства. По свидетельству многих авторов XVIII—XIX веков кумыкские земли были богаты скотом.
У кумыков так же была своя порода овец. Данная порода являлась промежуточной между лезгинской и ногайской породой. Разводили её в Нижнем Кайтаге, в Тарковском шамхальстве, а также в Засулакской Кумыкии.

#### Мануфактурное производство
Эвлия Челеби и Адам Олеарий в XVII веке упоминали, что в Шамхальстве имелись ремесленные мастерские.

## Культура

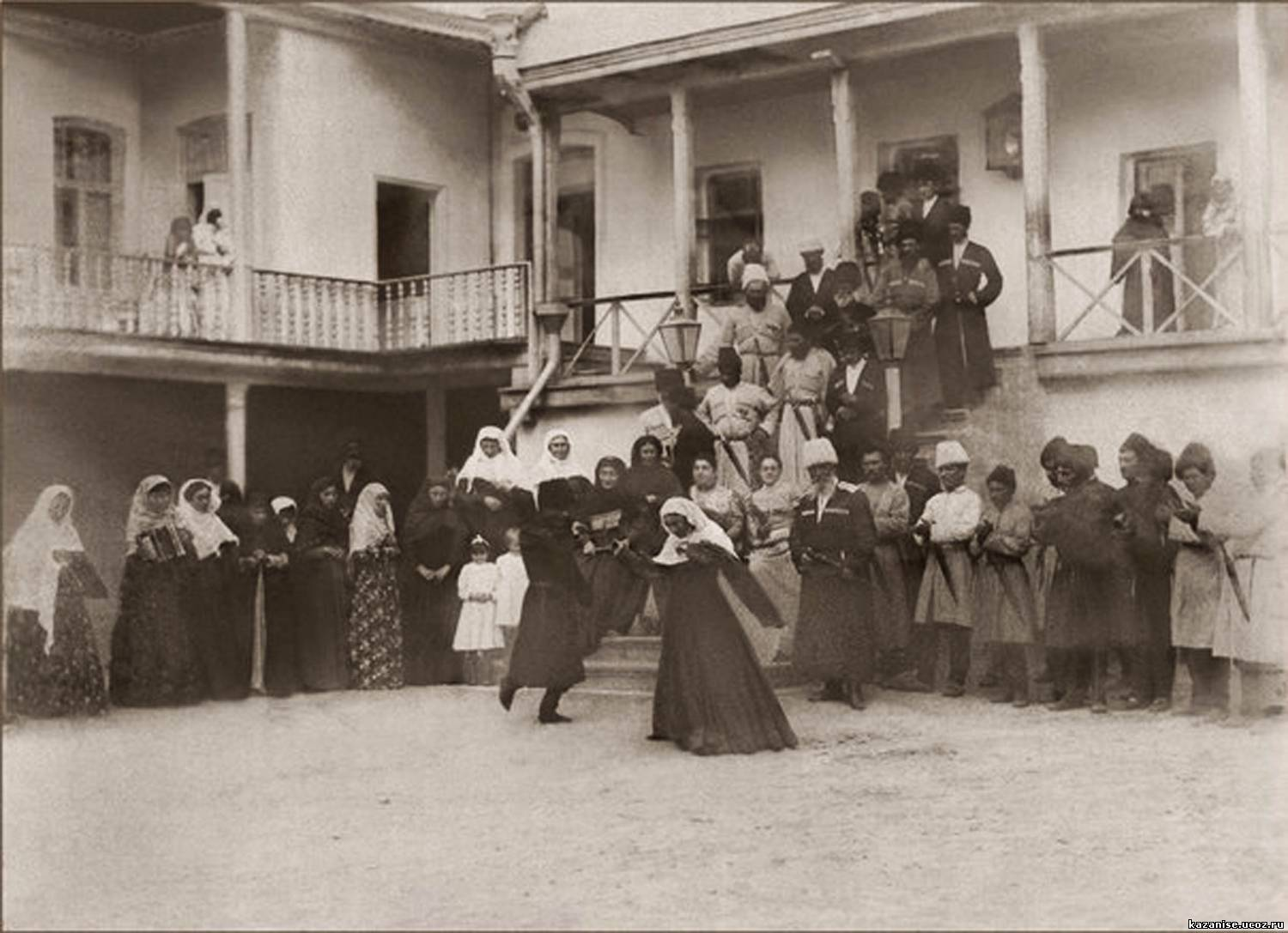
Кумыкский танец (кум. — бийив) в селе Нижнее Казанище, Дагестан, 1870-е

По словам Вамбери: «Кумыки оказали сильное влияние на соседние народы гор, многие из которых также стремились перенять их язык и обычаи.»

Польский учёный-археолог и путешественник Ян Потоцкий писал:
Кумыки, или куманы, сохранили костюмы, которыми пользовались древние скифы, судя по их захоронениям; впрочем, подробнее об этом я скажу позже."
Ранние образцы литературы поэта Умму Камала встречаются в XIV веке. Наиболее известным поэтом XIX века, задавшим лексические и языковые нормы считается Ирчи Казак. В начале XX века реформатором современной литературы считается Темибулат Бийбулатов, который также участвовал в создании первого театра в Дагестане.
Американский учёный профессор Чикагского университета писал о кумыках следующее:
Знакомство России с регионом началось с народов, живших на равнинах и в предгорьях Северо-Восточного Кавказа, — кумыков и ка бардинцев. Именно кумыки дали русским самое первое представление о традиционных обществах Северного Кавказа. Кумыки были частью тюрко-монгольского мира и говорили на тюркском диалекте — языке общения Евразийской степи. Они обладали самой централизованной политической структурой среди всех северокавказских народов. На вершине общественной иерархии князей и аристократов, известных как уздени, находился правитель с титулом шамхап, располагавший немалой политической властью.
Европейский исследователь конца XVIII и начала XIX века E. Lord писал:
Перевод: Кумыкские татары обитают у реки Терек и населяют страну, которая находится к востоку от страны Кабарда. Они непокорные, непослушные люди, как нам сообщили."
Кумыки дали название современным аварцам и даргинцам, от которых русские заимствовали их, и стали называть так данные народы.